# William Frederick Purcell
William Frederick Purcell (Londen, 18 september 1866 - Kaapstad, 3 oktober 1919) was een Brits geboren Zuid-Afrikaaans entomoloog, arachnoloog en zoöloog. Hij wordt beschouwd als de grondlegger van de moderne arachnologie in Zuid-Afrika.
Purcell verhuisde met zijn gezin op tweejarige leeftijd naar Zuid-Afrika. Hij studeerde aan het South African College en van 1884 tot 1887 aan de University of the Cape of Good Hope (later de University of South Africa).  Reeds in 1885 en 1887 doneerde hij specimen van kevers (Coleoptera) aan het South African Museum. Om zich te specialiseren in de arachnologie vervolgde hij zijn studies aan de Friedrich-Wilhelms-Universität te Berlijn waar hij promoveerde tot PhD met een proefschrift getiteld "Ueber den Bau der Phalangidenaugen" waarin hij dus de ogen van Echte hooiwagens (Phalangiidae) als studieobject had genomen.
Purcell keerde in 1895 terug naar Zuid-Afrika en schonk zijn collecties Zuid-Afrikaanse Coleoptera (families Cicindelidae en Carabidae), en Europese Coleoptera en Rhynchota aan het South African Museum.

## Carrière
Purcell solliciteerde naar de positie van directeur van het South African Museum in 1895 na het ontslag van Roland Trimen, maar kreeg de post niet. Hij werd in 1896 benoemd tot eerste assistent van het South African Museum en beheerder van de collectie terrestrische ongewervelden (met uitzondering van insecten), onder de nieuwe directeur, W.L. Sclater. Hij behield deze functie tot 1905, toen hij wegens een slechte gezondheid met pensioen ging.
Hij gaf de aanzet tot de systematische studie van Zuid-Afrikaanse schorpioenen, met inbegrip van de beschrijving van vele nieuwe soorten. In 1899 leverde hij de eerste beschrijving van de lokale Solifugae (Kameelspin of Zonnespin) en verzamelde een groot aantal specimen.
Hij was de eerste Zuid-Afrikaanse zoöloog die een systematische studie van spinnen begon, waarbij hij sleutels ontwierp en volledige beschrijvingen van soorten gaf. Tot die tijd hadden Arthur Stanley Hirst (1883-1930), Pickard-Cambridge en R.I. Pocock van het British Museum af en toe spinnen benoemd die hen vanuit Zuid-Afrikaanse bronnen waren toegestuurd. Vooral Pocock kreeg onbekende specimens toegestuurd uit Natal en Rhodesië, waarvan vele afkomstig waren van Selmar Schonland, de professor in de plantkunde aan de Rhodes University.
Zuid-Afrika is een vruchtbare jachtgrond voor de studie van Mygalomorphae of 4-ledige spinnen, en zowel Purcell als zijn opvolger R. W. E. Tucker waren gefacineerd door deze taxons, een interesse die later ook gedeeld werd met J. Hewitt. William en Anna Purcell zijn een voorbeeld van samenwerking tussen man en vrouw in de arachnologie, een andere bekend paar zijn George en Elizabeth Peckham uit de States wiens studie focuste op Zuid-Afrikaanse Salticidae.
Purcell was de eerste zoöloog in Afrika die een grondige studie maakte van Peripatus. Hij zette het werk voort van H.N. Moseley, A. Sedgwick en anderen en beschreef één nieuw genus en drie nieuwe soorten.

## Eerbetoon
George Albert Boulenger benoemde in 1910 de Purcell's gecko (Pachydactylus purcelli), een soort hagedissen. In 1964 noemde John A. L. Cooke een spinnengeslacht Prodidomidae de Purcelliana.
- Stuttgart Database of Scientific Illustrators 1450–1950: 10115
- Gemeinsame Normdatei: 142246093
- SNAC: w6m652kt
- Virtual International Authority File: 134463766
- WorldCat: E39PBJth347Kmx4MqvbgPYP4v3